# Бревал
Бревал (фр. Bréval) је насељено место у Француској у региону Париски регион, у департману Ивлен.
По подацима из 2011. године у општини је живело 1942 становника, а густина насељености је износила 170,65 становника/km².

## Демографија
| 1962. | 1968. | 1975. | 1982. | 1990. | 2011. |
| ----- | ----- | ----- | ----- | ----- | ----- |
| 597   | 738   | 912   | 1.093 | 1.440 | 1.942 |